# 向桥乡
向桥乡，是中华人民共和国湖北省黄冈市蕲春县下辖的一个乡镇级行政单位。

## 行政区划
向桥乡下辖以下地区：
向桥村、白水村、黄土村、宋树村、王榜村、孙山村、毛咀村、杨畈村、童咀村、藕塘村、刘寨村、枫树村、桥上村、邓桥村、姜冲村、桥边村、杨垅村、大元村、龙井村、桐油村、唐山村、斌冲村、大山村、棠树岭村、狮子堰村、胡山村、柳堰村和百罗村。